# جوهانس بويي بيترسن
جوهانس بويي بيترسن هو مستكشف وعالم نبات دنماركي، ولد في 29 سبتمبر 1887، وتوفي في 22 مارس 1961.